# 布羅德基
49°35′48″N 24°0′40″E / 49.59667°N 24.01111°E

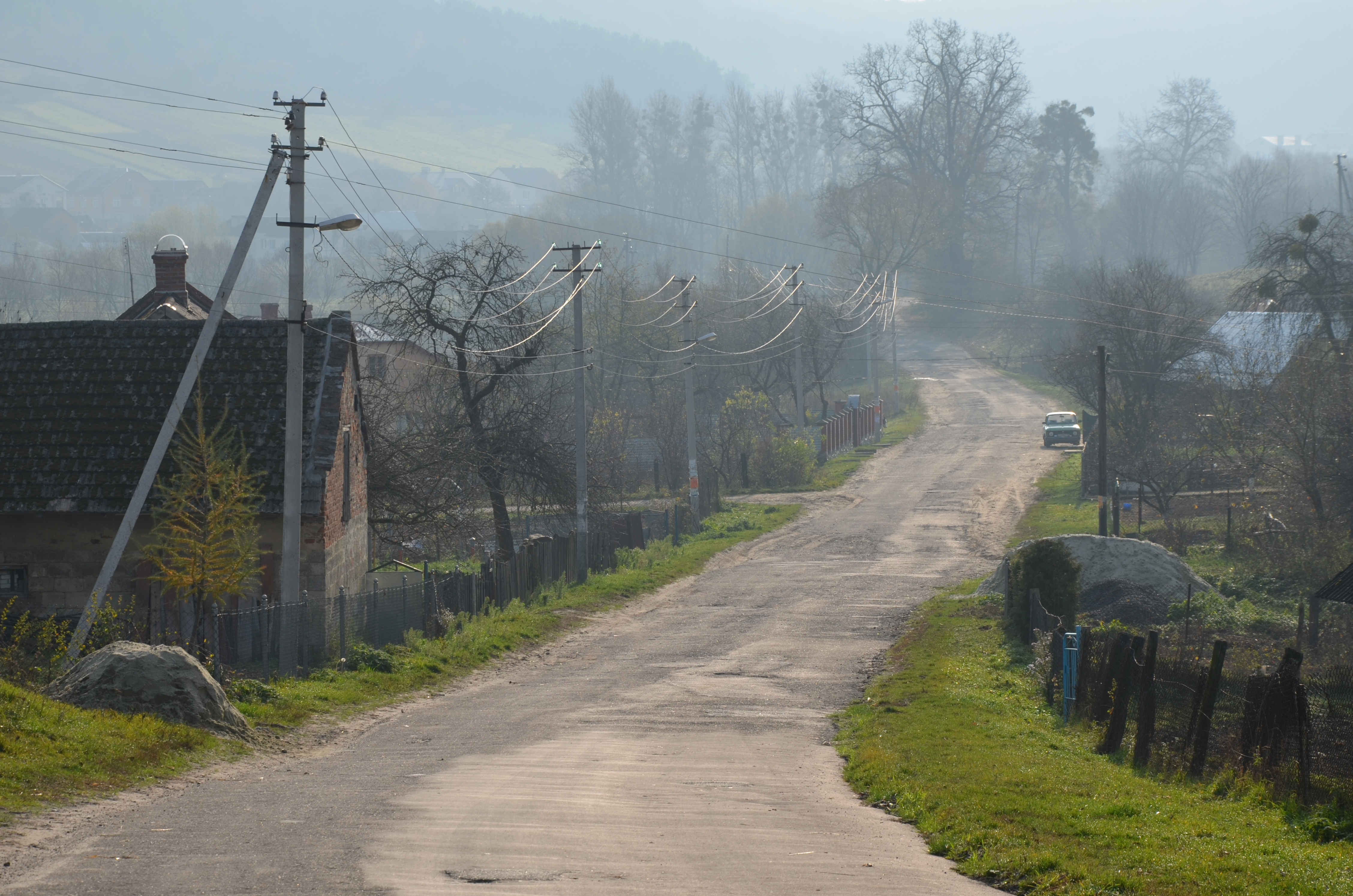
村内道路

布羅德基（烏克蘭語：Бродки），是烏克蘭的村庄，位於該國西部利沃夫州，由斯特雷區特羅斯佳內茨市鎮負責管轄，始建於1500年，面積1.31平方公里，海拔高度307米，2001年人口426，人口密度每平方公里325.19人。